# باخس
باگیس (به اسپانیایی: Bages) یک منطقهٔ مسکونی در اسپانیا است که در استان بارسلون واقع شده‌است. باگیس ۱٬۰۹۲٫۲ کیلومتر مربع مساحت و ۱۷۵٬۵۲۷ نفر جمعیت دارد.